# Бобречье (Петриковский район)
Бобречье (бел. Бабрэчча) — деревня в Птичском сельсовете Петриковского района Гомельской области Беларуси.
На западе граничит с лесом.

## География

### Расположение
В 29 км на северо-восток от Петрикова, 4 км от железнодорожной станции Птичь (на линии Лунинец — Калинковичи), 161 км от Гомеля.

### Гидрография
На северной окраине — река Фейса.

## Транспортная сеть
Рядом автодорога Лунинец — Гомель. Планировка состоит из прямолинейной широтной улицы, к которой на западе и востоке присоединяются короткие улицы. На юге обособленная короткая улица с широтной ориентацией. Застройка двусторонняя, деревянная, усадебного типа.

## История
По письменным источникам известна с XIX века как селение в Копаткевичской волости Мозырского уезда Минской губернии. Согласно переписи 1858 года собственность казны. Обозначена на карте 1866 года, которая использовалась Западной мелиоративной экспедицией, работавшей в этих местах в 1890-е годы. В 1879 году упоминается в составе Копаткевичского церковного прихода. Согласно переписи 1897 года действовали хлебозапасный магазин, ветряная мельница.
В 1921 году открыта школа, которая размещалась в крестьянском доме. В 1930 году организован колхоз. 35 жителей погибли на фронтах Великой Отечественной войны. Согласно переписи 1959 года в составе колхоза «40 лет Октября» (центр — деревня Птичь).

## Население

### Численность
- 2004 год — 55 хозяйств, 96 жителей.

### Динамика
- 1834 год — 13 дворов, 106 жителей.
- 1858 год — 19 дворов, 136 жителей.
- 1897 год — 59 дворов, 405 жителей (согласно переписи).
- 1917 год — 674 жителя.
- 1921 год — 105 дворов.
- 1959 год — 459 жителей (согласно переписи).
- 2004 год — 55 хозяйств, 96 жителей.